# 圣皮埃尔埃格利斯
圣皮埃尔埃格利斯（法語：Saint-Pierre-Église，法語發音：[sɛ̃ pjɛʁ eɡliz]）是法国芒什省的一个市镇，属于瑟堡区。

## 地理
圣皮埃尔埃格利斯（49°40'6"N, 1°24'14"W）面积8.06 平方千米，位于法国诺曼底大区芒什省，该省份为法国西北部沿海省份，西、北、东北三面环大西洋，东起顺时针与卡爾瓦多斯省、奧恩省、马耶讷省和伊勒-维莱讷省接壤。
与圣皮埃尔埃格利斯接壤的市镇（或旧市镇、城区）包括：克利图尔、滨海维克、泰维尔、瓦鲁维尔。

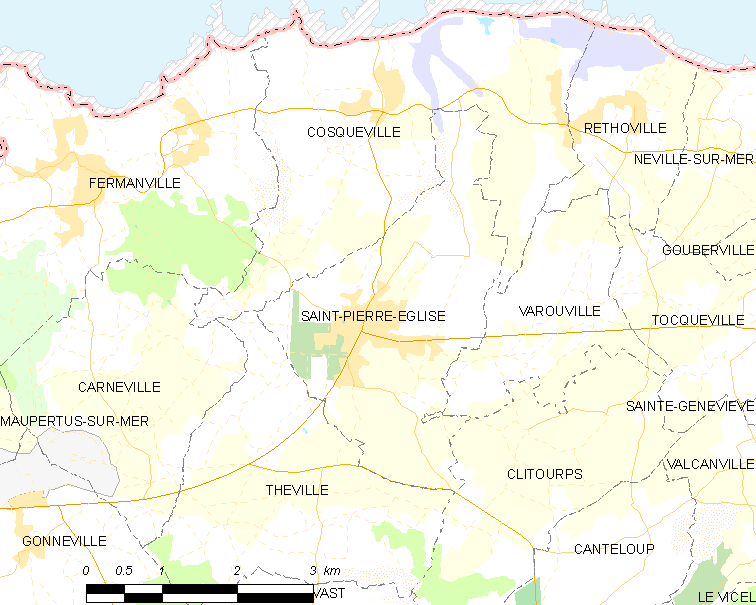
圣皮埃尔埃格利斯的OSM定位图

圣皮埃尔埃格利斯的时区为UTC+01:00、UTC+02:00（夏令时）。

## 行政
圣皮埃尔埃格利斯的邮政编码为50330，INSEE市镇编码为50539。

## 政治
圣皮埃尔埃格利斯所属的省级选区为赛尔河谷县。

## 人口

1962-2008年间圣皮埃尔埃格利斯人口变化图示

圣皮埃尔埃格利斯于2022年1月1日时的人口数量为1797人。